# Paul Breitner
Paul Breitner (Kolbermoor, 5. rujna 1951.), bivši je njemački nogometaš. Jedan od najkontroverznijih njemačkih igrača, za reprezentaciju je nastupao 48 puta.  
Profesionalni nogomet, Breitner je igrao od 1970. do 1983. godine, većinom igrajući za münchenski Bayern i madridskom Realu; kratko je igrao i u Eintrachtu iz Braunschweiga. U početku, igrao je na poziciji krilnog braniča, no poslije je prešao na veznog igrača. Za Zapadnu Njemačku, nastupao je od 1971. do 1982. godine; s njom je osvojio Svjetsko prvenstvo 1982. i Europsko prvenstvo 1972. Uz to, postigao je pogodak u dva finala SP-a, 1974. i 1982. godine.

## Vanjske poveznice
- Autogram Paula Breitnera  Arhivirana inačica izvorne stranice od 18. srpnja 2011. (Wayback Machine) (njem.)
- Statistika na Fussballdaten.de (njem.)